# Red Gone Wild
Red Gone Wild Thee Album è il sesto album totalmente prodotto in studio del rapper Redman.
È stato pubblicato il 27 marzo 2007 dalla Def Jam Recordings.
È il suo sesto lavoro solista che contiamo ed il primo da Malpractice del 2001. Red Gone Wild vanta produttori come Erick Sermon, Timbaland, Scott Storch, Pete Rock, Rockwilder, Dj Clark Kent e molti altri. L'uscita dell'album è stata rimandata più volte dalla Def Jam e dallo stesso Redman, con promozioni anticipate risalente all'album di Ghostface Killah del 2004,
The Pretty Toney Album. Red ha sentenziato che non voleva che il suo album ricevesse lo stesso trattamento che alcuni dei suoi compagni d'etichetta avevano ricevuto dalla promozione dei loro album (Method Man, Ghostface e i The Roots tanto per citarne alcuni), il che spiega il lungo rimandare per la pubblicazione di Red Gone Wild.
Il primo singolo tratto è Put It Down (prodotto da Timbaland).
Redman ha appena lanciato un video per Put It Down, che può essere visto su XXLMAG.com
e su YOUTUBE.com.
L'album era disponibile in copia pirata su internet già dal 22 marzo 2007.

## Tracce
| #  | Titolo                      | Artista/i                                              | Produttore/i                       | Durata |
| -- | --------------------------- | ------------------------------------------------------ | ---------------------------------- | ------ |
| 1  | "Fire"                      | Redman, E3                                             | E3                                 | 2:13   |
| 2  | "Bak Inda Buildin'"         | Redman                                                 | Adam Deitch and Chris "Max" Pinset | 2:26   |
| 3  | "Put It Down"               | Redman, add. vocals by DJ Kool                         | Timbaland                          | 3:22   |
| 4  | "Gimmie One"                | Redman                                                 | Pete Rock                          | 3:29   |
| 5  | "Fuck Ur Opinion" (skit)    |                                                        |                                    | 0:21   |
| 6  | "Sumtn 4 Urrbody"           | Redman, Blam, Runt Dawg, Ready Roc, Icadon & Saukrates | Adam Deitch and Chris "Max" Pinset | 3:55   |
| 7  | "How U Like Dat"            | Redman, Gov Mattic                                     | Rockwilder                         | 2:15   |
| 8  | "Freestyle Freestyle"       | Redman                                                 | Scott Storch                       | 4:10   |
| 9  | "Walk In Gutta"             | Def Squad & Biz Markie                                 | Erick Sermon                       | 4:08   |
| 10 | "Wutchoogonnado"            | Redman, Melanie Rutherford                             | Da Mascot                          | 5:55   |
| 11 | "Dis Iz Brick City"         | Redman, Ready Roc                                      | DJ Clark Kent                      | 3:37   |
| 12 | "Rite Now"                  | Redman                                                 | Erick Sermon                       | 4:21   |
| 13 | "Blow Treez"                | Redman, Ready Roc & Method Man                         | Watts                              | 3:35   |
| 14 | "Pimp Nutz"                 | Redman                                                 | Vitamin D                          | 4:16   |
| 15 | "Mr. Ice Cream Man" (skit)  |                                                        |                                    | 3:05   |
| 16 | "Hold Dis Blaow!"           | Redman                                                 | Rockwilder                         | 3:39   |
| 17 | "Get ‘Em"                   | Redman, Saukrates & Icadon                             | Tha Chill                          | 3:24   |
| 18 | "Merry Jane"                | Redman, Snoop Dogg & Nate Dogg                         | Rockwilder                         | 3:58   |
| 19 | "Gilla House Check"         | Redman, add. vocals by Adam F                          | Da Mascot                          | 3:00   |
| 20 | "No Mo' Soopaman Luva"      |                                                        |                                    | 0:43   |
| 21 | "Soopaman Luva 6 (Part I)"  | Redman, E3, Hurricane G & Melanie Rutherford           | Erick Sermon                       | 3:09   |
| 22 | "Soopaman Luva 6 (Part II)" | Redman, Hurricane G & Melanie Rutherford               | Da Omen                            | 1:53   |
| 23 | "Suicide"                   | Redman                                                 | Adam Deitch and Chris "Max" Pinset | 3:29   |